# Saquena
Saquena es una localidad peruana, capital de distrito de Saquena, provincia de Requena, al este del departamento de Loreto.

## Descripción
Saquena es una localidad que se dedica a la agricultura de subsistencia, por su lejanía e inaccesibilidad el gobierno peruano brinda apoyo enviando productos perecibles. Sus afueras se caracterizan por tener la presencia de un área de conservación privada Comunidad Tibi Playa I.